# 川田紳司
川田 紳司（かわだ しんじ、1971年10月6日 - ）は、日本の男性声優。栃木県出身。賢プロダクション所属。

## 略歴

### 生い立ち
子供の頃は暗い訳ではないが、無関心・無感動で、映画を見たりしても全然涙も出ないような子供だった。それが芝居と出会い、演技で泣いたり笑ったりしていくうちに感情が開放されたという。
栃木県立足利工業高等学校卒業。

### キャリア

#### 劇団時代
高校卒業後は人材派遣会社のサラリーマンをしていたが、そのうちに、「社会ってもっと色々なことがあるんじゃないか」ということを考えるようになり、予定もなくドロップアウト。
しばらくは友人の家に居候して遊んでいたが、「そろそろお金も無くなるかな」という時に「じゃあ次の俺の行き先を決めるか！」と言って日本地図を買ってきた。お酒を飲みながら「沖縄は?」「北海道は?」と話していくうちになんとなく落ち着いたのが神奈川県横浜市だった。
それで翌日荷物をカバンに詰めて、そのまま横浜の駅前の不動産屋へ行って「部屋貸してください!」と言っていた。その後は何のアテもなく、することもないことから毎日アルバイト雑誌を喫茶店で読み、夜になったらテレビもない部屋に帰ってただぼんやりしてた。
そんな中で見つけたのがあるバーの仕事で、「お酒を作ったり料理運んだり、ウェイターみたいなことするのかな」と思いながら面接に行った。その時に白いスーツを着た金髪のおじさんが出てきて「明日から来れるか？」と言われ、テーブルについて客と話をする、ちょっとホストっぽい感じの接客業で働くことが決まったという。お酒も好きだったこともあり、続けているうちに段々楽しくなってきたという。その店にはショータイムがあり、時間になると接客していた男の子達がステージの上に登ってコントやダンスをしていた。自身はしっかり稽古をする時間もないことから、閉店後に酔っ払ったまま段取りを練習したりして、とにかく流されるままに行っていた感じだったという。
ショーのゲストにものまねタレントも来ており、マイケル・ジャクソンのものまねをしていたが、なぜかそのタレントのバックダンサーをすることになり、営業でクラブや海の家を一緒に回っていた。その頃から客の前で何かを発表して喜んでもらうなど、「ステージで得られる達成感っていいな」と思いはじめた。ある日、そのものまねタレントが「知り合いの劇団が出演者を募集してるんだけど、出てみないか？」って声を掛けてくれたため、勢いでその劇団の舞台に出演。それまで舞台のことを何も知らなかったが、稽古を重ねていくうちに当初予定していたものよりだいぶセリフも増やして、最後にはそこそこ良い役に付けてくれた。公演中は店の客も観に来てくれたり、とにかく楽しかったという。
その後、劇団森羅万笑の所属俳優となる。始めはそんなきっかけで始めた芝居の世界だったが、やり始めてみたところ「もっと上手くなりたい!」という欲が出てきた。しかし、周囲は10代の頃から役者を目指して訓練してきたが、川田はやや遅めのスタートで、何の基礎も出来ていなかった。「追い着くためには、とにかくいっぱい演じるしかない!」と思い、年に7、8本などのペースで出演していた。
アルバイトしている時間が無いことからお金も無く、最終的には家賃も払えなくなり部屋を追い出され、友人の家を転々としていた。そんなことを何年もしていたところ、28，9歳になり、「さすがに30歳になってもこの生活は厳しいな…」と考えていた。

#### 声優として
その後声優の先輩に勧められてオーディションを受け、合格したことをきっかけに声優となる。
デビュー当時は賢プロ養成所（スクールデュオ）に二期生として通いながら活動しており、同期にはいのくちゆかや甲斐田裕子らがいた。

### 現在まで
現在は、高円寺にあるボルダリングジムのオーナー兼トレーナーとして、声優業と兼務して経営と指導をしている。

## 人物

### 特色
役作りで心がけていることは、ストーリーの中でキャラクターの役割を、どうしたらより効果的に果たせるかであり、例えば敵対する悪役ならなるべく主人公に嫌がられるように考えて表現しているという。
精神的な成長をする役が好きで、キャラクターが何か大切なことに気づいたり、挑戦したり、心が動くその姿が美しいと語る。善から悪への変化でもよく、子供が大人になってもよく、その人間的な変化が演じられたらいいなとも語る。

### 趣味・嗜好
趣味はボルダリング、スキューバダイビング、釣り、トレッキング、自転車。
アウトドア派であり、家にいる時は仕事のリハーサルをしたりする時間で、空いている時間は基本的に出かけてる。若い頃は遊びに行くお金も無く、アルバイトが無い日が続くとカップ麺を買い込み、3日間家でゲームをしてたりなどインドアだった。そのきっかけはダイビングで、元々興味はあったが、その後本格的に始めて、頻繁に海に行くようになった。
ボルダリングについては、外の岩はまだ行ったことなく室内のほうだけだが、週1～2回は通っている。「体を使うことで得られる経験が演技の栄養にならないかな」と思い、何回やっても登れなかった壁が、ふと出来るようになったときの達成感や、くじけそうな気持ちなどを「感性のトレーニングとして仕事に役立てたい」と語る。

## 出演
太字はメインキャラクター。

### テレビアニメ
2000年
- 銀装騎攻オーディアン（哉生優）

2001年
- ヴァンドレッド the second stage（タラーク兵C、士官B）
- オフサイド（馬場 他）
- カスミン（鏡ヘナモン 他）
- ギャラクシーエンジェル（2001年 - 2004年、トラック野郎B、アナウンサー、オペレーター、DF社社員、皿を持った男 他） - 4シリーズ
- サイボーグ009 THE CYBORG SOLDIER（職員A）
- ジーンシャフト（セルゲイ・IV・スニーク）
- シャーマンキング（シルバーシールド）
- 真・女神転生デビチル（スフィンクス）
- ゾイド新世紀スラッシュゼロ（ゲーマー）
- 電脳冒険記ウェブダイバー（ドラグオン）
- ナジカ電撃作戦（後藤史彦 他）
- はじめの一歩（生徒、音羽ジム練習生、同級生、学生達）
- パラッパラッパー（警官）
- フィギュア17 つばさ&ヒカル（トオル、林先生）
- ポケットモンスター（ミナキ） - 1シリーズ + 特別編
- 魔法戦士リウイ（市場の人B、兵B）
- まほろまてぃっく（2001年 - 2002年、水谷くん、帆風みなと、幹部C） - 2シリーズ
- RUN=DIM（野島優）

2002年
- アクエリアンエイジ Sign for Evolution（ディレクター）
- 王ドロボウJING
- キ・ファイターテラン（ファイブモンキーズ）
- GetBackers-奪還屋-（笹木田勉、彫衣九門、男、横取り屋、護衛）
- それいけ!アンパンマン（2002年 - 2004年、おりがみまん〈4代目〉、ハムサンドくん〈2代目〉、びいたん〈代役〉）
- NARUTO -ナルト-（2002年 - 2017年、油女シノ、ビスケ） - 2シリーズ
- 爆闘宣言ダイガンダー（マッハマンティス、ウイングマンティス）
- PIANO（魚屋、コーチ、アナウンス）
- ヒートガイジェイ（詩人、マスク屋、刑事B）
- ぴたテン（客A、警官、運転手、じいさんA）

2003年
- アストロボーイ・鉄腕アトム（ヤンマ）
- R.O.D -THE TV-（若店主）
- 宇宙のステルヴィア（ナカムラ）
- 金色のガッシュベル!!（清兵衛）
- 真月譚 月姫（男）
- 神魂合体ゴーダンナー!!（2003年 - 2004年、森本、ククラチョフ） - 2シリーズ
- TEXHNOLYZE（中原卓也）
- .hack//黄昏の腕輪伝説（大輔）
- FIRESTORM（タツ）
- フルメタル・パニック? ふもっふ（柳田）
- ぽぽたん（客B）
- ボボボーボ・ボーボボ（2003年 - 2005年、コデブン、パピットマン、ソニック）
- まぶらほ（浮氣光洋）
- 魔法遣いに大切なこと（男性職員）

2004年
- アガサ・クリスティーの名探偵ポワロとマープル（ルパート）
- 攻殻機動隊 S.A.C. 2nd GIG（イズミ）
- サムライチャンプルー（手下）
- スクールランブル（2004年 - 2006年、花井春樹） - 2シリーズ
- 超重神グラヴィオンZwei（ジョゼ）
- 鉄人28号（住職、林葉）
- 天上天下（金北）
- ニニンがシノブ伝（忍者）
- 光と水のダフネ（チャン）
- みさきクロニクル〜ダイバージェンス・イヴ〜（男性士官）
- 美鳥の日々（栞のパパ）
- MEZZO -メゾ-（滝沢）
- 遊☆戯☆王デュエルモンスターズGX（猪爪誠）
- ゆめりあ（興行主）
- ロックマンエグゼ シリーズ（2004年 - 2006年、コールドマン、ダイブマン） - 4シリーズ

2005年
- ARIA The ANIMATION（パフォーマーB）
- あかほり外道アワーらぶげ（キャンベルロボ）
- ガラスの仮面（長谷川良一、里美のマネージャー、洋二）
- ガンパレード・オーケストラ（上田虎雄）
- こてんこてんこ（川田さん）
- ギャラリーフェイク（刑事）
- CLUSTER EDGE（黒服）
- JINKI:EXTEND（ハマド）
- 戦国英雄伝説 新釈 眞田十勇士 The Animation
- スターシップ・オペレーターズ（榊原コウキ）
- ツバサ・クロニクル（自警団員）
- デュエル・マスターズ シリーズ（2005年 - 2013年、太田Q、手下、常盤カネナリ） - 4シリーズ
- MAJOR シリーズ（2005年 - 2009年、香取、ラジバンダリ、小和野、ドミンゴ、ブラーボ 他） - 3シリーズ
- MÄR-メルヘヴン-（2005年 - 2007年、イアン）
- 雪の女王（ギルバート）

2006年
- いぬかみっ!（クサンチッペ）
- くじびきアンバランス（鏑木有也）
- 砂沙美☆魔法少女クラブ（殿部先生）
- すもももももも 地上最強のヨメ（虎金井天礼、アナウンサー）
- となグラ!（町田洸介）
- NANA（客の男）
- パンプキン・シザーズ（ブルーノ）
- 武装錬金（中村剛太）
- xxxHOLiC（男）
- 蟲師（塊）
- 妖怪人間ベム（ゴア）
- LEMON ANGEL PROJECT（片桐仁）
- ワンワンセレプー それゆけ!徹之進（桜の青年）

2007年
- キスダム -ENGAGE planet-（猪尾亜久里）
- ケンコー全裸系水泳部 ウミショー（所沢先生）
- この青空に約束を― 〜ようこそつぐみ寮へ〜（三田村隆史）
- しゅごキャラ!（なでしこパパ）
- 神曲奏界ポリフォニカ（ナトリ）
- 精霊の守り人（ユン、気の民、無人 他）
- のだめカンタービレ（2007年 - 2010年、峰龍太郎） - 2シリーズ
- 祝!(ハピ☆ラキ)ビックリマン（ココホレワン助、悪魔爺）
- BLUE DRAGON（シュナイダー）
- ぼくらの（関政光）
- みなみけ（2007年 - 2013年、長男 / 南ハルオ、男性教師） - 3シリーズ

2008年
- 狂乱家族日記（Dr.ゲボック）
- ケロロ軍曹（ラビリン人、宇宙人）
- 地獄少女 三鼎（斉藤幸弘）
- 絶対可憐チルドレン（ヤス）
- TYTANIA -タイタニア-（ワイズ中佐）
- 鉄腕バーディー DECODE（2008年 - 2009年、テュート〈サトル〉） - 2シリーズ
- ねぎぼうずのあさたろう（手代）
- ペンギンの問題（2008年 - 2013年、岡本ポール、岡本ブライアン、よしお、森シュナイダー、トイレマン 他） - 4シリーズ
- 薬師寺涼子の怪奇事件簿（山岸）
- ライブオン CARDLIVER 翔（2008年 - 2009年、ジョージ加藤、シケトル、地獣王ブリッスル、フライドチキン、飛役明太）

2009年
- 青い花（奥平忍）
- アスラクライン2（炫塔貴也 / コアラ）
- VIPER'S CREED（ルドラ）
- 空中ブランコ（医師）
- そらのおとしもの（鳳凰院キング経義）
- 大正野球娘。（高原伴睦）
- バスカッシュ!（バルカス）

2010年
- 刀語（真庭川獺）
- GIANT KILLING（堺良則）
- 探偵オペラ ミルキィホームズ（2010年 - 2016年、試験官、外交官、囚人A、ロングコートの男、ケン 他） - 2シリーズ + 特別編
- バクマン。（2010年 - 2013年、瓶子副編集長、Kanchan） - 3シリーズ
- 迷い猫オーバーラン!（スターター）
- れでぃ×ばと!（風祭灯一朗 / 風祭大吉）

2011年
- THE IDOLM@STER（音響監督）
- うさぎドロップ（辰巳先生）
- カードファイト!! ヴァンガード（2011年 - 2016年、美南ハルミ、烏森ユウヤ） - 3シリーズ
- ダンタリアンの書架（ダラリオ・ヘイワード）
- トリコ（ヨハネス）
- 花咲くいろは（サバゲーマーB）
- HUNTER×HUNTER（第2作）（キリコ息子）
- 輪るピングドラム（真砂子の父）
- 名探偵コナン（2011年 - 2025年、山本英司、水口慎吾、田口哲雄、吉岡悟）
- 夢喰いメリー（グリッチョ）

2012年
- あの夏で待ってる（小倉聡）
- クロスファイト ビーダマンeS（2012年 - 2013年、ハガタキ）
- しろくまカフェ（カンガルー）
- 戦国コレクション（工場長、ギャングの手下）
- NARUTO -ナルト- SD ロック・リーの青春フルパワー忍伝（油女シノ）
- 輪廻のラグランジェ（ジェイムズ・ロウ） - 2シリーズ

2013年
- キングダム（姜燕）
- サムライフラメンコ（ディレクター）
- 進撃の巨人（オルオ・ボザド）
- ストライク・ザ・ブラッド（モグワイ）
- とある科学の超電磁砲S（婚后父）
- トリコ（ワゴン、わぶとら）
- 僕は友達が少ないNEXT（日下部史雄）
- ヤマノススメ（2013年 - 2014年、店長、店員） - 2シリーズ
- よんでますよ、アザゼルさん。Z（インド人）

2014年
- キャプテン・アース（ビーグル）
- ジョジョの奇妙な冒険 スターダストクルセイダース（ラバーソール）
- そにアニ -SUPER SONICO THE ANIMATION-（桑崎）
- ディスク・ウォーズ:アベンジャーズ（スパイダーマン、マネージャー）
- ドラゴンコレクション（ジャン・トヴァン）
- 凪のあすから（三橋悟）
- ブラック・ブレット（我堂英彦）
- フランチェスカ（奈良ヘイ吉）
- マジンボーン（ソキウス）
- 弱虫ペダル（2014年 - 2017年、大粒健士） - 3シリーズ

2015年
- 終わりのセラフ 名古屋決戦編（優一郎の父親）
- 金田一少年の事件簿R（第2期）（佐久羅京）
- 銀魂゜（千鳥第二師団団長）
- 下ネタという概念が存在しない退屈な世界（遠藤正志）
- 食戟のソーマ（2015年 - 2017年、小西寛一、富田友哉、三田村衛） - 3シリーズ
- SHIROBAKO（磯川久光）
- 進撃!巨人中学校（オルオ・ボザド）
- 東京喰種トーキョーグール シリーズ（2015年 - 2018年、地行甲乙） - 2シリーズ

2016年
- アクティヴレイド -機動強襲室第八係-（岬大介）
- かみさまみならい ヒミツのここたま（翔吾の父）
- フューチャーカード バディファイトDDD（イワン・シカケヴィッチ・ワナスキー）
- マクロスΔ（チャック・マスタング）
- 霊剣山 星屑たちの宴（志峰真人）
- WWW.WORKING!!（進藤の父）

2017年
- 龍の歯医者
- Spiritpact（楊寧）
- ロクでなし魔術講師と禁忌教典（ハーレイ＝アストレイ）
- BORUTO-ボルト- NARUTO NEXT GENERATIONS（2017年 - 、油女シノ）
- 100%パスカル先生（クールパスカル / クールパスカルV / クールパスカルD、ゾウ、イノシシ、警官、次期王様パスカル、ヒロ、フジシカオ）
- 将国のアルタイル（サルジャ）
- モンスターハンター ストーリーズ RIDE ON（ラース）
- メイドインアビス（グェイラ）
- 魔法陣グルグル（デリダ）
- 魔法使いの嫁（2017年 - 2018年、羽鳥夕輝）

2018年
- 覇穹 封神演義（張天君）
- 博多豚骨ラーメンズ（進来）
- ソードアート・オンライン オルタナティブ ガンゲイル・オンライン（2018年 - 2024年、シノハラ、プレイヤー） - 2シリーズ
- ひそねとまそたん（前澤真吾）
- グラゼニ（北村） - 2シリーズ
- BANANA FISH（伊部俊一）
- ぐらんぶる（2018年 - 2025年、古手川登志夫、インストラクター） - 2シリーズ
- Back Street Girls -ゴクドルズ-（ジョージ）
- アニ×パラ〜あなたのヒーローは誰ですか〜（国枝慎吾）
- キラキラハッピー★ ひらけ!ここたま（2018年 - 2019年、星ノ川宙、セバスチャン）
- 叛逆性ミリオンアーサー（2018年 - 2019年、サンダー、ロベルト東郷）

2019年
- 転生したらスライムだった件（2019年 - 2024年、フットマン） - 3シリーズ
- モブサイコ100 II（悪霊）
- ブギーポップは笑わない（霧間誠一）
- 川柳少女（数学教師、くじ引き屋のおやじ）
- Fairy gone フェアリーゴーン（アクセル・ラブー） - 2シリーズ
- けだまのゴンじろー（2019年 - 2020年、モレシャン）
- うちの娘の為ならば、俺はもしかしたら魔王も倒せるかもしれない。（エイモス）
- トライナイツ（槙野涼羽）
- GO!GO!アトム

2020年
- 推しが武道館いってくれたら死ぬ（松尾）
- 異常生物見聞録（南宮三八）
- 神達に拾われた男（ジェフ）
- いわかける! - Sport Climbing Girls -（中田）

2021年
- 2.43 清陰高校男子バレー部（顧問）
- はたらく細胞!!（杯細胞）
- 灼熱カバディ（竹中監督）

2022年
- スローループ（海凪一誠）
- リアデイルの大地にて（アービタ）
- クールドジ男子（2022年 - 2023年、下町）
- 魔入りました!入間くん（トートー）

2023年
- 英雄王、武を極めるため転生す 〜そして、世界最強の見習い騎士♀〜（ビルフォード侯爵）
- デジモンゴーストゲーム（透）
- 虚構推理 Season2（吹雪、男）
- 贄姫と獣の王（刺客）
- カワイスギクライシス（ドマ・ジャランダ）
- てんぷる（赤神春風）
- ひろがるスカイ!プリキュア（加古マネージャー）
- AIの遺電子（掛居）
- レベル1だけどユニークスキルで最強です（デューク）
- おしりたんてい（ペドロ）
- 陰の実力者になりたくて! 2nd season（ケビン）

2024年
- ダンジョン飯（シュロー）
- 悪役令嬢レベル99 〜私は裏ボスですが魔王ではありません〜（アドロフ騎士団長）
- メタリックルージュ（デュマ171）
- 葬送のフリーレン（レッカー）
- 声優ラジオのウラオモテ（神代監督）

2025年
- SAKAMOTO DAYS（どんでん会のボス）
- ババンババンバンバンパイア（山羽一豊）
- ちいかわ（店員の鎧さん）
- 機動戦士Gundam GQuuuuuuX（シャリア・ブル） - 2025年に劇場先行版が公開
- 炎炎ノ消防隊 参ノ章（ストリーム）
- 異世界黙示録マイノグーラ〜破滅の文明で始める世界征服〜（ギア）
- 真・侍伝 YAIBA（風魔小太郎）
- New PANTY & STOCKING with GARTERBELT（ブリーフ）
- 公女殿下の家庭教師（ロッド卿）
- 瑠璃の宝石（瀬戸の父）

### 劇場アニメ
2001年
- 頭文字D Third Stage

2003年
- 犬夜叉 天下覇道の剣

2004年
- 劇場版 NARUTO -ナルト- 木ノ葉の里の大うん動会（油女シノ）

2008年
- 劇場版 NARUTO -ナルト- 疾風伝 絆（油女シノ）

2009年
- 劇場版 NARUTO -ナルト- 疾風伝 火の意志を継ぐ者（油女シノ）
- 劇場版ペンギンの問題 幸せの青い鳥でごペンなさい（岡本ポール）

2011年
- 劇場版 そらのおとしもの 時計じかけの哀女神（鳳凰院・キング・義経）
- 手塚治虫のブッダ -赤い砂漠よ!美しく-
- 鋼の錬金術師 嘆きの丘の聖なる星（トニ）

2012年
- アシュラ
- 劇場版 NARUTO -ナルト- ロード・トゥ・ニンジャ（油女シノ）
- コードギアス 亡国のアキト 第1章 - 第3章（2012年 - 2015年、ジョウ・ワイズ） - 3作品

2013年
- キャプテンハーロック -SPACE PIRATE CAPTAIN HARLOCK-

2014年
- 聖闘士星矢 Legend of Sanctuary（山羊座のシュラ）

2015年
- 劇場版 弱虫ペダル（大粒健士）

2018年
- 劇場版マクロスΔ 激情のワルキューレ（チャック・マスタング）

2019年
- 劇場版総集編【後編】メイドインアビス 放浪する黄昏（スタッフ）

2020年
- メイドインアビス 深き魂の黎明（グェイラ）

2021年
- シン・エヴァンゲリオン劇場版𝄇
- 名探偵コナン 緋色の弾丸（医師）
- 劇場版マクロスΔ 絶対LIVE!!!!!!（チャック・マスタング）

2022年
- ニンジャラ（クリス）
- 機動戦士ガンダム ククルス・ドアンの島（リツマ）
- 劇場版IDOL舞SHOW（伊達宗人）
- RE:cycle of the PENGUINDRUM [後編] 僕は君を愛してる（冠葉の実父）

### OVA
2000年
- 超神姫ダンガイザー3（2000年 - 2001年、高官、オペレーター）

2001年
- 死びとの恋わずらい（竹井）※赤い糸

2002年
- ゲートキーパーズ21（インベーダーB）
- 戦闘妖精雪風（オペレーター）
- ふたりエッチ（梨香の彼氏、稲垣）
- みずいろ（教師A）

2004年
- 王ドロボウJING in Seventh Heaven（新聞スタンド、盗人）

2005年
- 最終兵器彼女 Another love song（オペレーター男）
- スクールランブル 一学期補習（花井春樹）
- 星界の戦旗III（イェステーシュ）
- Prayers プレイヤーズ（イータス）
- 魔女っ娘つくねちゃん（宅配屋、ハンサムハンター）

2006年
- BALDR FORCE EXE RESOLUTION
- 水木しげるの妖怪ワールド 恐山物語 (船員）

2007年
- テイルズ オブ シンフォニア THE ANIMATION シルヴァラント編（マグニス）

2008年
- スクールランブル 三学期（花井春樹）
- デトロイト・メタル・シティ（アサトヒデタカ、若者B）

2009年
- きグルみっく☆V3 -ベストエピソードコレクション-（チョコバナナ）
- のだめカンタービレ Lesson79（峰龍太郎）

2010年
- 聖闘士星矢 THE LOST CANVAS 冥王神話（2010年 - 2011年、タナトス）

2012年
- 輪廻のラグランジェ（2012年 - 2014年、ジェイムズ・ロウ） - 2シリーズ

2013年
- ハイスクールD×D（ウナス）※小説第15巻BD付限定版
- みなみけ 夏やすみ（南ハルオ）

2015年
- ストライク・ザ・ブラッド（2015年 - 2022年、モグワイ） - 5シリーズ
- トリアージX（東郷至）※単行本12巻Blu-ray付き限定版

2016年
- 食戟のソーマ タクミの下町合戦（小西寛一）※コミックス第18巻DVD付き限定版

### Webアニメ
- FLAG（2006年、一柳信[50]）
- 銀魂 〜モンスターストライク編〜（2019年、アンゴルモア）
- ガンダムビルドダイバーズRe:RISE（2019年 - 2020年、ムラン） - 2シリーズ
- 陰陽師（2023年、帝）
- タコピーの原罪（2025年、まりなの父[初出 10]）

### ゲーム
2001年
- エネミーエンゲージ
- グローランサーIII（ヒューイ・フォスター）

2002年
- アンリミテッド:サガ（ヴェント、エデル）
- シャーマンキング スピリット オブ シャーマンズ（シルバーシールド）

2003年
- テイルズ オブ シンフォニア（マグニス）
- NARUTO -ナルト- 激闘忍者大戦!2（油女シノ）
- NARUTO -ナルト- ナルティメットヒーロー（油女シノ）
- 薔薇ノ木ニ薔薇ノ花咲ク（金子光伸）
- 薔薇ノ木ニ薔薇ノ花咲ク ファンディスク（金子光伸）
- まほろまてぃっく☆あどべんちゃー（帆風みなと）

2004年
- Inclusion〜水晶の振り子〜（木埜山基樹）
- 幻想水滸伝IV（ユージン、ロウハク）
- 金色のガッシュベル!! 激闘!最強の魔物達（清兵衛）
- DearS（体育教師）
- NARUTO -ナルト- 激闘忍者大戦!3（油女シノ）
- NARUTO -ナルト- ナルティメットヒーロー2（油女シノ）
- ルパン三世 コロンブスの遺産は朱に染まる（青年）
- 烈火の炎 〜Flame of Recca FINAL BURNING〜（裏麗忍者、ポチ）

2005年
- グローランサーIV Return（ヒューイ・フォスター）
- 極上生徒会（浜田山大三郎）
- スクールランブル 姉さん事件です!（花井春樹）
- スクールランブル 寝る娘は育つ。（花井春樹）
- NARUTO -ナルト- 激闘忍者大戦!4（油女シノ）
- NARUTO -ナルト- ナルティメットヒーロー3（油女シノ）
- Rhapsodia（ウォルター、ロジェ、ユージン）

2006年
- ガンパレード・オーケストラ（上田虎雄）
- スクールランブル二学期 恐怖の(?)夏合宿! 洋館に幽霊現る!? お宝を巡って真っ向勝負!!!の巻（花井春樹）
- NARUTO -ナルト- ナルティメットポータブル 無幻城の巻（油女シノ）
- 薔薇ノ木ニ薔薇ノ花咲ク -Das Versprechen-（金子光伸）
- ピヨたん〜ハウスキーパーはCuteな探偵〜(長谷川雅治)
- ミステリート 〜八十神かおるの探偵ファイル〜（東西）
- Live×Evil 〜熱砂のプロメテウス〜（ハルト・イザナギ）

2007年
- KoiGIG 〜DEVIL×ANGEL〜（青柳功一）
- 召喚少女 〜ElementalGirl Calling〜（エドワード）
- NARUTO -ナルト- 疾風伝 激闘忍者大戦!EX（油女シノ）
- NARUTO -ナルト- 疾風伝 激闘忍者大戦!EX2（油女シノ）
- NARUTO -ナルト- 疾風伝 ナルティメットアクセル（油女シノ）
- NARUTO -ナルト- 疾風伝 ナルティメットアクセル2（油女シノ）
- のだめカンタービレ（峰龍太郎）
- 武装錬金 ようこそ パピヨンパークへ（中村剛太）
- ブラザーズ〜恋するお兄さま〜（春日由鷹）
- ブラザーズ〜もっと恋するお兄さま〜（春日由鷹）

2008年
- アヴァロンコード（ロマイオーニ、ヒース将軍）
- クレプシドラ〜光と影の十字架〜（水先圭二）
- ピヨたん〜お屋敷潜入☆大作戦〜(長谷川雅治)
- ペンギンの問題 最強ペンギン伝説!（岡本ポール）
- ルミナスアーク2 ウィル（キャパ）
- RESISTANCE2（アーロン・ホーソーン二等兵）

2009年
- 機動戦士ガンダム戦記（カマル・クマル）
- 暗闇の果てで君を待つ（神子元直樹）
- 蒼天の彼方（太星）
- 大正野球娘。 〜乙女達乃青春日記〜（高原伴睦）
- デス・コネクション（ニコール）

2010年
- アガレスト戦記2（グレイ）
- イナズマイレブン3 世界への挑戦!!（ピエール）
- TATSUNOKO VS. CAPCOM ULTIMATE ALL-STARS（ビューティフルジョー）
- みんなのテニス ポータブル（ナベ）
- 薔薇ノ木ニ薔薇ノ花咲ク（金子光伸） - PSP版
- ブレイズ・ユニオン（ジェノン）

2011年
- グロリア・ユニオン（ミネソタ・グレイ）
- 水月 弐（桐生葦人）
- 第2次スーパーロボット大戦Z 破界篇
- デス・コネクション ポータブル（ニコール）
- ファイナルファンタジー零式（フィールドボイス）
- マスケティア（トレヴィル）

2012年
- Confidential Money 〜300日で3000万ドル稼ぐ方法〜（レイモンド・デイビス）
- スーパーロボット大戦OGサーガ 魔装機神II REVELATION OF EVIL GOD（レオ・ギボン）

2013年
- スーパーロボット大戦Operation Extend
- テイルズ オブ シンフォニア ユニゾナントパック（マグニス）
- NARUTO -ナルト- 疾風伝 ナルティメットストーム3（油女シノ）

2014年
- 第3次スーパーロボット大戦Z 時獄篇
- NARUTO -ナルト- 疾風伝 ナルティメットストームレボリューション（油女シノ）
- マジンボーン 時間と空間の魔神（オスカー / ファルコン・オスカー）

2015年
- ジョジョの奇妙な冒険 アイズオブヘブン（ラバーソール）
- 大逆転裁判 -成歩堂龍ノ介の冒險-（シャーロック・ホームズ）

2016年
- SDガンダム GGENERATION（2016年 - 2025年、クダル・カデル、カマル・クマル） - 3作品
- ガンダムブレイカー3（ユウイチ）
- 進撃の巨人（オルオ・ボザド）
- 誰ガ為のアルケミスト（バルト）
- Shadowverse（勇猛たる騎士、ノーブルナイト、魂飢の亡霊、ヴァンパイアバード、ダークプリースト）
- 鳥籠のマリアージュ 〜初恋の翼〜（真行寺悠人）
- NARUTO -ナルト- 疾風伝 ナルティメットストーム4（油女シノ）
- マクロスΔスクランブル（チャック・マスタング）

2017年
- フューチャーカード バディファイト 目指せ!バディチャンピオン!（イワン・シカケヴィッチ・ワナスキー）
- ファイアーエムブレム Echoes もうひとりの英雄王（パイソン）
- 大逆転裁判2 -成歩堂龍ノ介の覺悟-（シャーロック・ホームズ ）
- モンスターストライク（2017年 - 2025年、アンゴルモア、シャリア・ブル）
- League of Legends（ラカン）

2018年
- 歌マクロス スマホDeカルチャー（チャック・マスタング）
- 進撃の巨人2（オルオ・ボザド）
- ロックマン11 運命の歯車!!（ツンドラマン）
- JUDGE EYES:死神の遺言（大久保新平）

2019年
- エースコンバット7 スカイズ・アンノウン
- スターリンク バトル・フォー・アトラス （メイソン・ラナ）
- スーパーロボット大戦DD（クダル・カデル）
- Apex Legends（パスファインダー）
- ファイアーエムブレム ヒーローズ（パイソン）

2020年
- 共闘ことばRPG コトダマン（アンゴルモア）
- ジョジョのピタパタポップ（ラバーソール）

2021年
- ファミコン探偵倶楽部 消えた後継者（綾城和人）

2022年
- 機動戦士ガンダム アーセナルベース（2022年 - 2025年、クダル・カデル、シャリア・ブル[GQ]）
- ファイアーエムブレム無双 風花雪月（リュファス＝ティエリ＝ブレーダッド）
- 機動戦士ガンダム 鉄血のオルフェンズG（クダル・カデル）

2024年
- 金色のガッシュベル!! 永遠の絆の仲間たち（清兵衛）
- Stellar Blade（アダム）
- モンソニ!（2024年 - 2025年、アンゴルモア）

2025年
- ミステリート〜八十神かおるの挑戦！〜（東西）

2026年
- MARVEL：TOKON FIGHTING SOULS（スパイダーマン）

### ドラマCD
- IDOL舞SHOW エピソードZERO（2020年、伊達宗人[71]）
- あやかし緋扇（桜咲龍羽）※コミックス第8巻ドラマCD付き特装版
- イースVIIプロローグ ドラマCD 〜綴られざる冒険譚〜（Ys SEVEN初回限定版付録）（カマラ）
- MとNの肖像（男子生徒B)
- カミヨミ（隊幹部1）
- ギャラクシーエンジェル ドラマアルバム - GALAXY ANGEL de SHINE!（男A）
- グローランサーIII ドラマアルバム〜The Missing Memory（ヒューイ・フォスター）
- 神魂合体ゴーダンナー!!（森本）
- Confidential Money 〜300日で3000万ドル稼ぐ方法〜  シリーズ（レイモンド・デイビス）
  - 予約特典ドラマCD「Confidential Money 〜30分で親友になる方法〜」
  - 限定版付属ドラマCD「Confidential Money 〜300分で3000ドル稼ぐ方法〜」
  - 店舗特典ドラマCD「Confidential Money 〜3時間で歴史に名を残す方法〜」※アニメイト
  - 店舗特典ドラマCD「Confidential Money 〜30分で恋愛をマスターする方法〜」※いまじんWEBショップ（オトメパック販売分のみ）
- 最終神話戦争イデアオペラ 第1章 - 第3章（ヘラクレス）
- シューピアリア（クロウ）
- スクールランブルドラマCDシリーズ（花井春樹）
  - スクールランブル：周防美琴
  - スクールランブル：高野晶
  - スクールランブル：一条かれん
  - スクールランブル：サラ・アディエマス
  - スクールランブル：播磨拳児
  - スクールランブル ドラマCD スクールランニング ※アニメイト独占販売
- 徒然（摂津）
- Ｗジュリエット
- デス・コネクション シリーズ（ニコール）
  - 予約特典ドラマCD「ヨシュアの常識・死神達の非常識」
  - 限定版付属ドラマCD「買い物代理選抜戦」
  - 店舗特典ドラマCD「眠れぬ夜の一勝負」「トマトだぁ〜い好き……?」
- デス・コネクション ポータブル シリーズ（ニコール）
  - 予約特典ドラマCD「リストランテ・ジャン・プッティーニ」
  - 限定版付属ドラマCD「スペシャル・ツアー」
  - 店舗特典ドラマCD「ドリームビジョンアイ2」「朝を迎える恋人達」
- ティンクルセイバーNOVA SCRAMBLE★STAR（新井祐之介)
  - ティンクルセイバー NOVA 湯煙★スター ※コミックス第1巻初回限定版特典
- 天使禁猟区
- 年上ノ彼女（早矢仕）
- ファイアーエムブレム Echoes もうひとりの英雄王 ドラマCD「異国の空 黎明の森」（パイソン）
- マスケティア シリーズ （トレヴィル）
  - 予約特典シチュエーションボイスCD
  - 限定版付属ドラマCD「舞台『三銃士』上演!」
  - 店舗特典ドラマCD「怪盗ブラザーズ デビルアイ」※いまじん
  - 店舗特典ドラマCD「ススキノわがままナイトライフ」※メッセサンオー
- ニニンがシノブ伝ドラマCD其の一 - 其の三
- 覇王・愛人（ウージェン)
- バカとテストと召喚獣（土屋康太）
- ヒートガイジェイオリジナルドラマアルバム語-DRAMA- （詩人）
- 光と水のダフネ オリジナルドラマCD ネレイスファミリー劇場」（チャン）
- 羊のうた 第一章（駅アナウンス）
- 武装錬金ドラマCD第2巻（中村剛太）
- ブラザーズ 〜Always With Me!〜 Vol.1・2（春日 由鷹）
- プリンセス・プリンセス（越廼将行）
- まぶらほ（浮氣光洋）
- みなみけ おかえり（長男）
- みなみけ ただいま ドラマCD Vol.2（南ハルオ）
- 蟲と眼球とテディベア（賢木愚龍）
- ラビリンス〜迷宮への招待状〜（マーロ）※コミックス300名限定抽選プレゼント品
- ラブ・モンスター（天魔黒羽）
- Wonderful Box（斎木広樹16・19歳＆医師）[BOX1手と手]、（隆志）[BOX2より道]

### BLCD
- 甘い融点（川原勇次）
- 王朝夏曙ロマンセ（良峯宗貞）
- 王朝春宵ロマンセ（良峯宗貞）
- 顔のない男（店員）
- 子連れオオカミ（田所旭）
- シュガーコード（竹田）
- 清澗寺家シリーズ 4 罪の褥も濡れる夜（戸塚）
- 清澗寺家シリーズ 7 罪の褥も濡れる夜2（戸塚）
- 近くて遠い（注連野公一郎）
- 作る少年、食う男（レスター）
- 徒然（摂津）
- ティアドロップ 「僕らの言い分」（岸小田誠治）
- 薔薇ノ木ニ薔薇ノ花咲ク シリーズ（金子光伸）
  - 薔薇ノ木ニ薔薇ノ花咲ク 〜水川抱月ノ事件簿〜
  - 薔薇ノ木ニ薔薇ノ花咲ク ファンディスクDX版付属ドラマCD「よびごえ」
  - 薔薇ノ木ニ薔薇ノ花咲ク PSP豪華版付属ドラマCD「epilogue」
  - 薔薇ノ木ニ薔薇ノ花咲ク 小説・シナリオ全集 -Das Wiedersehen- 「そしてまた……な日々」※Cool-B OnlineShop限定特典ドラマCD
- ひそやかな情熱 番外編 艶悪（納楚）
- PrettyBaby2（福引き会場のおじさん）
- ブレックファースト・クラブ1・3（先輩）
- 便利屋さん1・2 (柴真史)
- ホントのところ（近衛真也）
- 家賃半分の居場所です。（吉岡誠一）

### ラジオドラマ
- 風の中のマリア
- VOMIC
  - 黒子のバスケ（日向順平）
  - ヘタコイ（矢治三朗）

### 吹き替え

#### 担当俳優
ジム・スタージェス
- アクロス・ザ・ユニバース（ジュード）
- ウェイバック -脱出6500km-（ヤヌシュ）
- ラスベガスをぶっつぶせ（ベン・キャンベル）
- ワン・デイ 23年のラブストーリー（デクスター・メイヒュー）

リチャード・マッデン
- 1917 命をかけた伝令（ジョセフ・ブレイク中尉）
- エターナルズ（イカリス）
- ゲーム・オブ・スローンズ（ロブ・スターク）
- シタデル（メイソン・ケイン）
- DJにフォーリンラブ（レオ・ウエスト）
- ロケットマン（ジョン・リード）

#### 映画
- アウェイク（クレイトン・ベレスフォードJr〈ヘイデン・クリステンセン〉）
- 赤い珊瑚礁 オープン・ウォーター（ルーク〈ダミアン・ウォルシー＝ハウリング〉）
- アザー・ガイズ 俺たち踊るハイパー刑事!（テリー・ホイツ刑事〈マーク・ウォールバーグ〉）
- アバター（クルーメンバー）
- アメリカン・ギャングスター（メルビン）
- いつかはマイ・ベイビー（マーカス・キム〈ランドール・パーク〉）
- E.T. ※DVD版
- 11ミリオン・ジョブ（エディ〈マイケル・アンガラノ〉）
- ULTIMATE BATTLE/忍者VS少林寺（トン）
- 運命の扉（グリフィン〈トーマス・マン〉）
- Emma エマ（フランク・チャーチル〈ユアン・マクレガー〉）
- X-MEN:ファイナル ディシジョン（ウォーレン・ワージントン三世 / エンジェル〈ベン・フォスター〉）※劇場公開版
- 狼男（デレック）
- ガールズ・ルール! 100%おんなのこ主義（フロスティ）
- カジノゾンビ（ビクター〈アンソニー・マークス〉）
- かちこみ!ドラゴン・タイガー・ゲート（ターボ・セック〈ショーン・ユー〉）
- カンフーダンク!（ウェイ〈チェン・ボーリン〉）
- きっと、うまくいく（ラージュー・ラストーギー〈シャルマン・ジョシ〉）※BSジャパン版
- キング・ホステージ（J・P〈エイドリアン・グレニアー〉）
- 禁断の蕾（ダン）
- クルエラ（ジェフリー〈アンドリュー・レオン〉[76]）
- クローン・トゥ・キル（ロシー）
- コンスタンティン（チャズ・クレイマー〈シャイア・ラブーフ〉[77]）※ソフト版
- ザ・ブリザード（レイモンド・シーバート〈ケイシー・アフレック〉）
- ジェーン・ドウの解剖（オースティン・ティルデン〈エミール・ハーシュ〉）
- ジェイソン・ボーン（アーロン・カルーア〈リズ・アーメッド〉）
- 縞模様のパジャマの少年（コトラー中尉〈ルパート・フレンド〉）
- 自由へのトンネル（ルイジ）
- ジョナサン -ふたつの顔の男-（ジョナサン / ジョン〈アンセル・エルゴート〉）
- ジョン・カーター（ゾダンガ司令官）
- スカーレット・ディーバ（映画監督）
- ストップ・ロス/戦火の逃亡者（トミー・バージェス〈ジョセフ・ゴードン＝レヴィット〉）
- 砂の城（マット・オークル二等兵〈ニコラス・ホルト〉）
- スモール・アパートメント ワケアリ物件の隣人たち（バーナード・フランクリン〈ジェームズ・マースデン〉）
- ダウト・ゲーム（ミッチ・ブロックデン〈ドミニク・クーパー〉）
- ダニエル 悪魔の赤ちゃん（ハリー）
- 血のエイプリルフール（ピーター）
- ディーン（ディーン〈ディミトリ・マーティン〉）
- ディケンズのニコラス・ニクルビー（スマイク〈ジェイミー・ベル〉）
- トム・ヤム・クン!（ジョニー〈ジョニー・グエン〉）
- トリプル・スレット（ロン〈タイガー・チェン〉[78]）
- トロン: レガシー（紫プログラム）
- トンケの蒼い空
- ネバー・サレンダーシリーズ
  - ネバー・サレンダー 肉弾凶器（リック） ※テレビ東京版
  - ネバー・サレンダー 肉弾突撃（ジョー〈テッド・デビアスJr.〉）※DVD版
- パープルストーム（O.B〈パトリック・タム〉）
- 爆走!!トムキャッツ 天下無敵のプレイボーイ同盟（ゲイリー）
- バック・トゥ・ザ・フューチャーシリーズ
  - バック・トゥ・ザ・フューチャー（ゴールディ・ウィルソン〈ドナルド・フュリラブ〉）※BSジャパン版
  - バック・トゥ・ザ・フューチャー PART2（ゴールディ・ウィルソン3世〈ドナルド・フュリラブ〉）※BSジャパン版
- バッド・シード（ワーエル〈ケイロン〉）
- パラノーマル・アクティビティ5（ライアン〈クリス・J・マレー〉）
- バンディッツ（フィル）
- 美人ライターレーンの恋愛記事（セス〈マット・ダラス〉）
- ビッグフット（トッド）
- 秘密のミラクル・マジシャン（ブランドン）
- ビューティフル ボーイ
- フィンチ（ジェフ〈ケイレブ・ランドリー・ジョーンズ〉）
- ブラック・クローラー（エリック〈ルーク・ミッチェル〉）
- ブルー・ブルー・ブルー（スコッティ）
- ヘイル、シーザー!（ホビー・ドイル〈オールデン・エアエンライク〉）
- ほぼトワイライト（エドワード〈マット・ランター〉）
- ポルノグラフ（ジョアオ）
- マックス・ペイン（ジェイソン・コルヴィン〈クリス・オドネル〉）
- ミッドウェイ（ピアース〈アレクサンダー・ルドウィグ〉[79]）
- リターン・トゥ・ベース（チョン・テフン〈ピ（RAIN）〉）
- リトルデビル（ゲイリー・ブルーム〈アダム・スコット〉）
- リベラ・メ（消防士A）
- ルール2（グラハム・マニング〈ジョーイ・ローレンス〉）
- ルビー・スパークス（カルヴィン・ウィアフィールズ〈ポール・ダノ〉）
- レジェンド・オブ・タイタンズ
- ロードキラー マッドチェイス（ニック〈カイル・シュミット〉）
- ロード・トリップ（ブライアン）
- ロキシー 美しき復讐者（ヴィンセント〈エミール・ハーシュ〉）
- わが拳に復讐を（ルー・シン・リー〈ルイス・タン〉）
- ワンス・アポン・ア・タイム・イン・チャイナ

#### ドラマ
- アグリー・ベティ4（ザッカリー）
- アストリッドとラファエル 文書係の事件録（ニコラ・ペラン〈ブノワ・ミシェル〉）
- アメリカン・ゴシック 〜偽りの一族〜（キャム・ホーソーン〈ジャスティン・チャットウィン〉）
- アメリカン・ホラー・ストーリー シーズン10（ハリー・ガードナー〈フィン・ウィットロック〉）
- アンフォゲッタブル 完全記憶捜査（コリン・マーシュ）
- ヴァンパイア・ダイアリーズ5 #2 - #10, #13 - #16（Dr. ウェス・マックスフィールド〈リック・コスネット/Rick Cosnett 〉）
- ウエストワールド（ウィリアム〈ジミ・シンプソン〉）
- エージェント・オブ・シールド（リンカーン・キャンベル〈ルーク・ミッチェル〉）
  - シーズン2 #16 - #22
  - シーズン3 #1・#3, #6 - #12、#14 - #22
- カイルXY（カイル・トレガー〈マット・ダラス〉）
- クライアント・リスト（エヴァン〈コリン・エッグレスフィールド〉）
- クリミナル・マインド FBI行動分析課
  - シーズン8 #15 （ミッチェル・“ミッチ”・ルイーズ〈ヤニ・ゲルマン〉）
  - シーズン9 #4 （アントン・ハリス〈デヴィッド・アンダース〉）
- GRIMM/グリム
  - シーズン2 #15 （アンドレ〈ジヌムール・シュンテ〉〈キーレン・ハッチソン/Kieren Hutchison〉）
  - シーズン6 #7 （ランディ・グッド〈ジェイ・ポールソン/Jay Paulson〉）
- コードネーム＞エタニティ
- コールドケース 迷宮事件簿4（コール・“アレス”・パーマー〈マイケル・ウィリアム・フリーマン〉）#12
- 五行の刺客（ルー・シン・リー〈ルイス・タン〉）
- ザ・パシフィック（トーマス・“スタンピー”・スタンリー中尉）
- ザ・ファーム 法律事務所（ネイト）
- CSI:ニューヨーク
  - シーズン2 #7[80]（ヘンリー・ダリアス〈ジェームズ・バッジ・デール〉）
  - シーズン8 #10（マーティ・ボッシュ〈デヴィッド・ギャラガー〉）
- CSI:マイアミ4 #7[81]（ヘンリー・ダリアス〈ジェームズ・バッジ・デール〉）
- シェイムレス 俺たちに恥はない（スティーヴ〈ジャスティン・チャットウィン〉）
- スーパーナチュラル（ヴァンパイアのリーダー）、シーズン7 #8, #18、シーズン8 #6、シーズン9 #12（ガース・フィッツジェラルドIV〈DJクオールズ〉）ほか
- SCORPION/スコーピオン
  - シーズン1 #14（レナード・カートン〈マッケンジー・アスティン〉）
  - シーズン2 #12、シーズン4 #13（クインシー・バークステッド〈ジェフ・ギャルファー〉）
- スハウエンダム 〜12の疑惑〜（ピム・ネイブール〈マタイス・ファン・デ・サンデ・バッカイゼン〉[82]）
- 戦争と平和（ボリス・ドルベツコイ〈アナイリン・バーナード〉）
- ターミネーター:サラ・コナー クロニクルズ（ラクラン）
- ツイン・ピークス The Return（リチャード・ホーン〈エイモン・ファレン〉）
- トゥルーブラッド（ジェイソン・スタックハウス〈ライアン・クワンテン〉）
- トキメキ☆成均館スキャンダル（ムン・ジェシン〈ユ・アイン〉）
- NIKITA / ニキータ（シーモア・バーコフ〈アーロン・スタンフォード〉）
- ハート・オブ・ディクシー ドクターハートの診療日記（ウェイド・キンセラ〈ウィルソン・ベセル〉）
- 犯罪捜査官 アナ・トラヴィス（アラン・ダニエルズ〈ジェイソン・デュール〉）
- 光と影（チャ・スヒョク〈イ・ピルモ〉）
- ビクトリアス（デール）
- 秘密の扉（イ・ソン〈思悼世子〉〈イ・ジェフン〉）
- プライベート・プラクティス 迷えるオトナたち（ウィリアム・デル・パーカー〈クリス・ローウェル〉）
- 碧血剣（袁承志〈ボビー・ドウ〉）
- BONES（アレックス・ロックウェル）
- 私と彼とマンハッタン（ピーター・クーパー〈ジェイク・マクドーマン〉）
- 私はラブ・リーガル3 #3（イーライ・ハラー）

#### アニメ
- あつまれ!LEGO マーベル・スーパーヒーローズ（スパイダーマン）
- アベンジャーズ・アッセンブル（スパイダーマン）
- アルティメット・スパイダーマンシリーズ（ピーター・パーカー / スパイダーマン）
  - アルティメット・スパイダーマン ウェブ・ウォーリアーズ
  - アルティメット・スパイダーマン VS シニスター・シックス
- OK K.O.! めざせヒーロー（レイモンド）
- こえだのとうさん（父さん）
- スターシップ・トゥルーパーズ インベイジョン（バグスプレー）
- スペースガーディアン（ゲイリー）
- ディノブレイカー（マルコ・ロッカ）
- 失くした体
- バットマン:ブレイブ&ボールド（プラスチックマン / イール・オブライアン）
- ハルク:スマッシュ・ヒーローズ（スパイダーマン）
- フィニアスとファーブ（スパイダーマン）
- マーベル バトルワールド:サノス・ストーンの謎（スパイダーハム）
- マインクラフト:ストーリーモード（ジェシー〈男〉）
- LEGO ピクサー:ブリックトゥーンズ（ヘクター）
- ロングのゆかいなレストラン（ラティ[83]）

### ラジオ
- NARUTO -ナルト- (ラジオ) オー!NARUTOニッポン（2005年11月、2008年7月 マンスリーパーソナリティー）
- Webラジオ のだめオーケストラジオ（2007年3月 - 11月、パーソナリティー）
- Webラジオ モモっとトーク（2007年12月 - 2009年3月、パーソナリティー）

### ラジオCD
- アスラクライン2 バラエティーCD
- 裏スクールランブル二学期 〜メガネの聖戦!〜
- ラジオDJCD オー!NARUTOニッポン 其の十一・其の十三
- のだめカンタービレDJCD のだめオーケストラジオ シリーズ
- Webラジオ モモっとトーク シリーズ
- DJCD 谷山紀章のMr.Tambourine Man〜色即是空〜

### その他コンテンツ
- 銀装騎攻オーディアン[DVD]3〜13巻 トークの特典映像
- スターシップ・オペレーターズ[DVD]5巻 オーディオコメンタリー（声のみ）
- 電脳冒険記ウェブダイバー[DVD]6巻 トークの特典映像"小林由美子のあなたとトークダイブ"
- のだめカンタービレ[DVD]5巻（初回限定生産版）キャストインタビューの特典映像
- スクラン祭りだよ、全員集合!! [DVD]（2006年）
- GOLDEN TIME 2007（AT-X：2007年2月11日）
- <“清水香里バラエティー”第1弾> AT-X10周年記念特別番組 GOLDEN TIME PREMIUM 〜清水香里とリムジンで行く!!超豪華癒し系ツアー!!〜 （AT-X：2007年12月31日）
- <“清水香里バラエティー”第2弾> 清水香里にPRESENTS「S-1グランプリ!」（AT-X：2009年2月22日）
- 「声優グランプリ」公認!声優界<雀王>決定戦! <J-1グランプリ> Vol.2 DVD（2009年）
- 番宣部長（AT-X：2009年9月担当）
- 声宣! Vol.2〜Dii SPORTS [DVD]（2012年）
- Voice Bar キュイーン'S（NOTTV：2015年7月20日、ゲスト）
- 福山ッスル!（AT-X、BS11：#3ボルダリング、#7ドッジボール、#8・9フットサル、#10走り高跳び、#11男子リーディング、#12カバディ）

### 舞台
- スター☆トゥインクルプリキュアドリームステージ（ドラクールの声）

### 朗読劇
- 季節の朗読「しきよみ」#6秋の朗読劇【謎】（2023年10月7日、ところざわサクラタウン ジャパンパビリオン）[84]
- テンダープロプロデュース 朗読劇「遠き夏の日2025」（2025年8月21日 - 24日〈予定〉、赤坂RED/THEATER）[85][86]
- VISIONARY READING「三島由紀夫レター教室」（2025年10月11日〈予定〉、紀伊國屋ホール、山トビ夫[87]）

## ディスコグラフィ

### 音楽CD
- デス・コネクション キャラクターソングアルバム [Inside your mind]（ニコール）
- みなみけ きゃらくたーそんぐべすとあるばむ / 「妹らしくあれ 〜もうひとつのみなみけ〜」（長男、ナツキ、アキラ、冬馬）
- みなみけ ただいま キャラクターソングアルバム みなきけのみなうた [LOVE TOMA]（南ハルオcv.川田紳司）
- 「聖闘士星矢 THE LOST CANVAS 冥王神話」キャラクターソング アルバム [Deadend Game]（タナトス）
- 「夢喰いメリー」オリジナルサウンドトラック/ FBグリッチョ賛歌（ヴォーカル：風雅なおと、グリッチョ台詞：川田紳司）